# Glipostenoda sasajii
Glipostenoda sasajii là một loài bọ cánh cứng trong họ Mordellidae. Loài này được Shiyake miêu tả khoa học năm 2001.